# Luther George Simjian
Luther George Simjian (en arménien Լյութեր Ջորջ Սիմջյան), né le 28 janvier 1905 dans l'Empire ottoman et mort le 23 octobre 1997, était un inventeur arménien émigré aux États-Unis. Il a déposé plus de 200 brevets de son vivant.

## Biographie
Séparé de ses parents au lendemain de la Première Guerre mondiale, il passe par Beyrouth puis par Marseille et enfin arrive aux États-Unis à l'âge de 15 ans.

## Inventions
En 1939, il conçoit l'idée de l'Automated Teller Machine (ATM) ou guichet automatique bancaire en français, certainement son invention la plus fameuse. En dépit du scepticisme des banques, il enregistre alors 20 brevets et développe des mécanismes et principes qu'il est possible de retrouver dans les machines actuelles. Il arrive finalement à convaincre la City Bank of New York, renommée aujourd'hui Citibank, de faire un essai de 6 mois. Bien qu'aucun problème technique ne soit à déplorer, l'essai s’arrêta à son terme en raison d'une demande insuffisante. À cette absence de succès commercial vient s'ajouter le fait que le mérite de l'invention du guichet automatique bancaire revient souvent à John Shepherd-Barron qui inventa le premier guichet automatique bancaire électronique.

## Sources
- (en) Mark C. Carnes, American National Biography, vol 2, ed.Oxford University Press, 2005  (ISBN 9780195222029)
- (en) William G. Staples, Encyclopedia of Privacy, vol. 1, ed. Greenwood Publishing Group, 2007  (ISBN 9780313334788)